# Júpiter excèntric

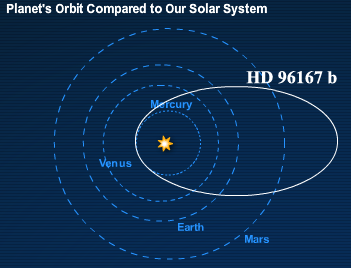
El Júpiter excèntric HD 96167 b té una òrbita semblant a un cometa

Un Júpiter excèntric és un planeta jovià que orbita una estrella en una òrbita molt excèntrica, com un cometa. Els Júpiters excèntrics eviten que es creïn planetes semblants a la Terra al sistema planetari, per culpa de la seva massa i excentricitat.
Actualment, se sap que el 7% de totes les estrelles (la meitat dels sistemes planetaris coneguts) tenen un Júpiter excèntric (e > 0,1), fent aquests planetes més comuns que els Júpiters ardents. Dels més de 200 primers descobriments de planetes extrasolars (fins a 2006), 15 planetes compten amb grans excentricitats orbitals (e> 0,6).
Possibles Júpiters excèntrics en les zones d'habitabilitat:
| Planeta     | Semieix major | exc  | MJ   |
| ----------- | ------------- | ---- | ---- |
| HD 3651 b   | 0,29          | 0,61 | 0,22 |
| HD 37605 b  | 0,26          | 0,73 | 2,84 |
| HD 45350 b  | 1,92          | 0,77 | 1,79 |
| HD 80606 b  | 0,45          | 0,93 | 4,0  |
| HD 89744 b  | 0,93          | 0,67 | 8,58 |
| 16 Cygni Bb | 1,68          | 0,68 | 1,68 |